# 沃尔弗拉姆·魏贝尔
沃尔弗拉姆·魏贝尔（德語：Wolfram Waibel，1970年2月22日—），奥地利男子射击运动员。他曾代表奥地利参加1992年、1996年、2000年和2004年夏季奥林匹克运动会射击比赛，获得一枚银牌和一枚铜牌。